# 去列寧化
去列寧化（羅馬化：Leninopad，直译：「列寧隕落」）是一項政治改革，旨在駁斥列寧主義和馬克思列寧主義意識形態，結束弗拉基米爾列寧的個人崇拜，移除列寧的圖像並推倒列寧的雕像，重新對以他的名字命名的地點和建築物命名，拆除目前位於莫斯科紅場的列寧陵墓，並埋葬他的屍體。

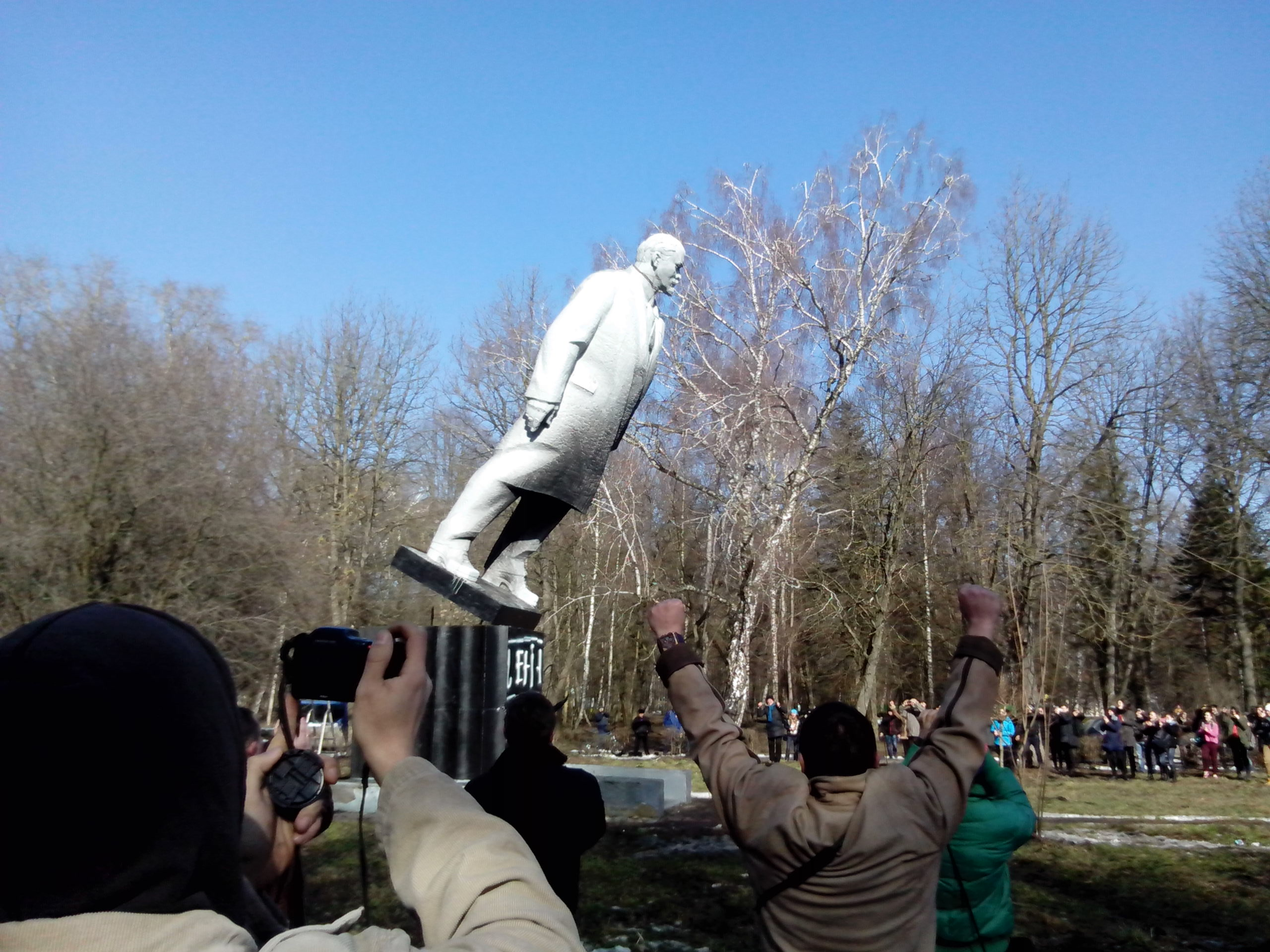
烏克蘭赫梅利尼茨基一座公園的列寧雕像倒塌

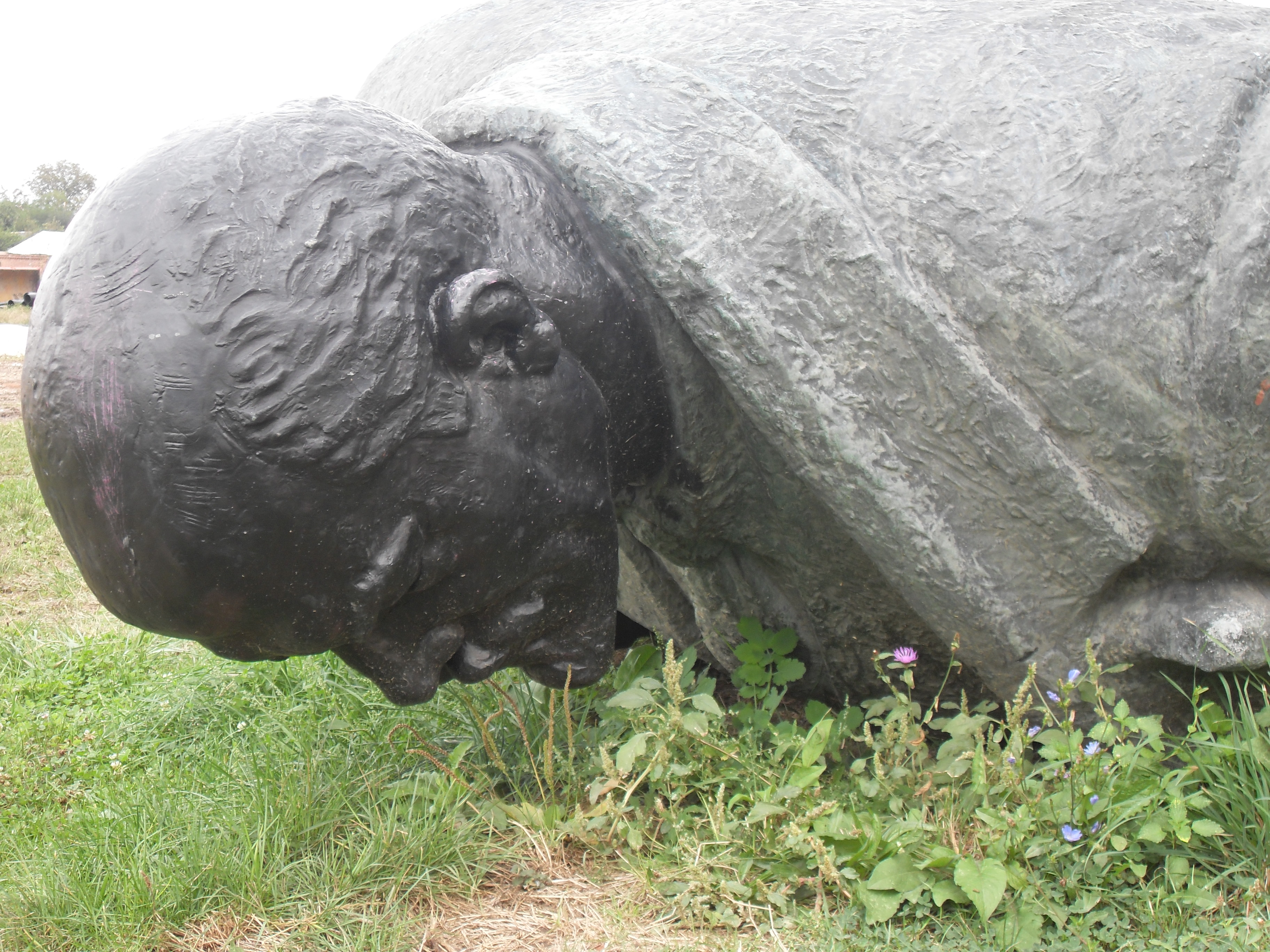
羅馬尼亞莫戈什瓦亞宮的一座倒塌的列寧雕像

去斯大林化始於20世紀50年代中期的蘇聯，當時赫魯曉夫在其秘密演講“論個人崇拜及其後果”之後，對斯大林的個人崇拜開始消失。但這被框定為回歸正統的列寧主義，因此對列寧的崇拜一直存在。直到蘇聯解體，公眾開始對崇拜及其意識形態提出質疑。

## 俄羅斯
1991年6月12日舉行了關於恢復列寧格勒歷史名稱（1924-1991年）的全民公決，54.86%的俄羅斯選民支持恢復名稱聖彼得堡。這一變化於1991年9月6日正式生效。與此同時，行政中心也在聖彼得堡的州仍被命名為列寧格勒州。這一事實在很大程度上歸因於農村地區的人口更加保守，而城市人口更加自由和更西方化。
1992年，隨著俄羅斯銀行系統過渡到後蘇聯時期的盧布，列寧的肖像不再出現於貨幣上。
教育進行了部分改革，列寧的名字開始從書籍、文章和論文中消失。
然而，在俄羅斯，他的雕像和肖像只是部分和斷斷續續地被移除。正如歷史學家尤里·皮沃瓦羅夫 (Yury Pivovarov)指出的那樣，“所有這些轉變主要發生在出版業、電視和廣播中……對列寧的瓦解只是口頭上的，幾乎沒有以任何其他方式實現。”

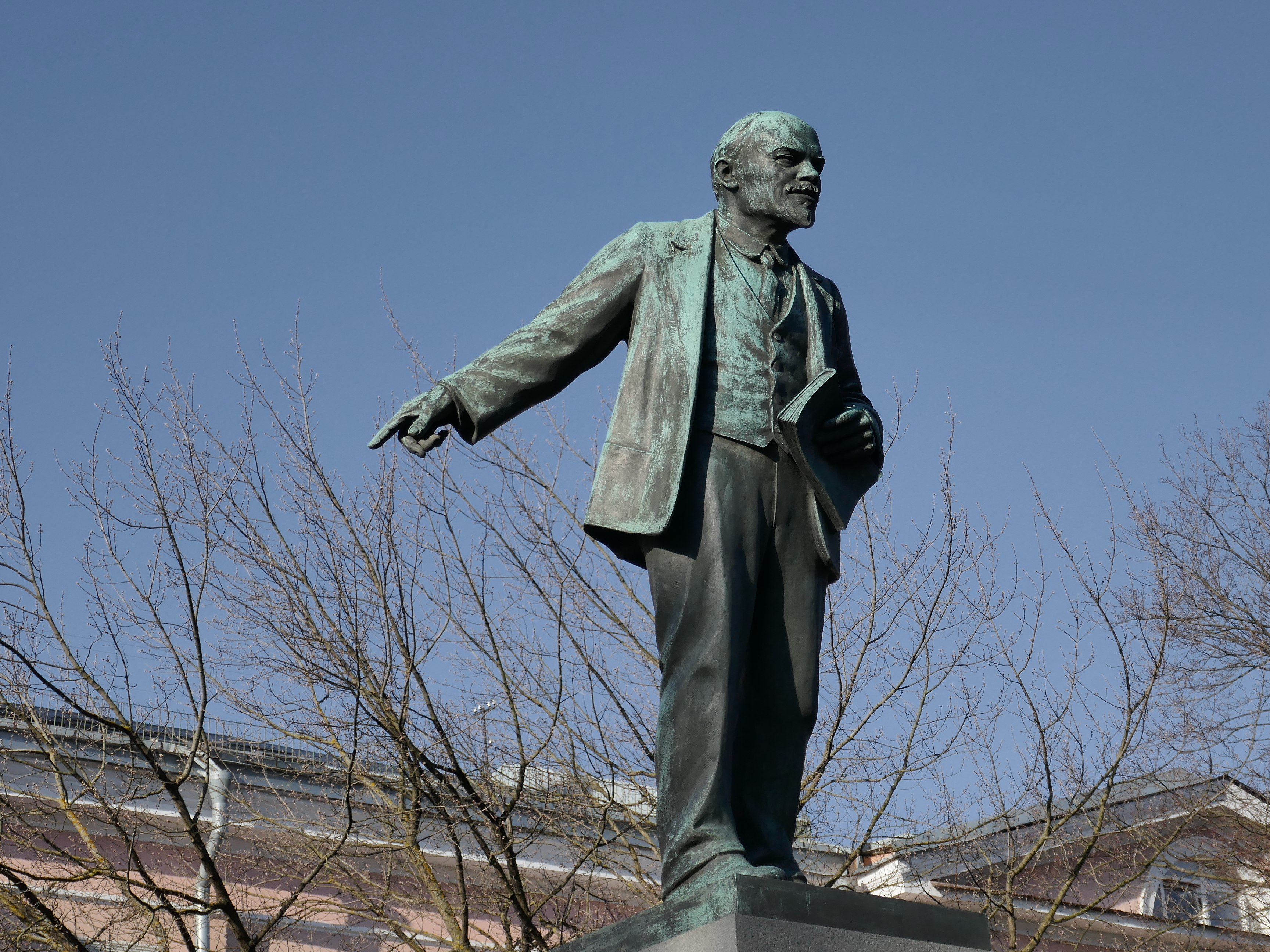
聖彼得堡的列寧雕像

截至1991年，在7,000座列寧雕像中，俄羅斯保留了絕大多數。截至2022年，俄羅斯仍有約6,000 座列寧紀念碑。
俄羅斯聯邦著名的反共措施包括取締蘇聯共產黨（但後來成立了俄羅斯聯邦共產黨）以及將一些俄羅斯城市的名稱改回十月革命之前的名稱（列寧格勒到聖彼得堡，斯維爾德洛夫斯克到葉卡捷琳堡，高爾基到下諾夫哥羅德），但其他的都得到了維護，包括烏里揚諾夫斯克（前辛比爾斯克）、陶里亞蒂（前斯塔夫羅波爾）和基洛夫。儘管列寧格勒和斯維爾德洛夫斯克被重新命名，但以它們命名的地區仍被稱為列寧格勒州和斯維爾德洛夫斯克州。
俄羅斯第一任總統葉利欽試圖在反共的基礎上建立新政權，但沒有成功。俄羅斯總統弗拉基米爾·普京在2000年上台後與共產黨講和，但在2012年當選後開始譴責布爾什維克在第一次世界大戰中向德國“出賣國家利益”的背叛行為。2016年，他批評了列寧關於按種族劃分的聯邦制國家的概念。不少各種公眾人物也譴責列寧殺害了沙皇和他的家人，並殺害了牧師。2017年的一項調查顯示，56%的俄羅斯人對列寧有好感，其中大部分支持者是曾生活在蘇聯的老一輩人。在2021年的一項民意調查中，70%的俄羅斯人表示他們對約瑟夫·斯大林持基本/正面看法。
2012年，國家贊助的今日俄羅斯媒體網絡報導稱，自由民主黨 ( LDPR ) 副手亞歷山大·庫爾久莫夫提議拆除博物館的列寧紀念碑，理由是由於破壞行為盛行導致維護成本高，並稱列寧的統治是“對其他傑出人物——如彼得大帝、亞歷山大·蘇沃洛夫、伊凡雷帝等人不公平”。立法者提議舉行地區公投來決定這個問題。

## 俄羅斯以外地區
蘇聯解體後，其他獨聯體國家也開始拆除部分列寧紀念碑。1991年，烏克蘭對蘇聯的看法比俄羅斯更負面。根據社會學組織Rating的一項民意調查，76%的烏克蘭人支持重新對蘇聯時期的道路命名。起初，烏克蘭境內有5,500座列寧紀念碑，直到2015年11月，大約還剩1,300 座列寧紀念碑。2014年2月至2015年12月期間， 700多座列寧紀念碑被拆除或毀壞，2015年4月9日，烏克蘭議會通過了關於去共產化的立法，規定拆除這些紀念碑，並於2015年5月15日簽署成為法律。